# وقعة همذان
وقعة همذان ( 228هـ - 843م ) هي معركة وقعت بين الخوارج وبين والي بغداد الأمير إسحاق بن إبراهيم الخزاعي.